# Паскуали, Лиана
Лиана Паскуали (итал. Liana Pasquali; 10 октября 1915, Фиуме — 10 июня 2010, Кальяри) — итальянская арфистка  и музыкальный педагог.
Училась игре на арфе в Риме, затем окончила Парижскую консерваторию по классу Марселя Турнье. В 1947 году обосновалась в Румынии, сперва в Клуже, а затем в 1955—1975 годах была профессором Бухарестской консерватории, фактически основав национальную румынскую школу арфы; среди учеников Паскуали, в частности, Иван Ион Ронча. Как солистка выступала в ансамбле с такими музыкантами, как Максим Амфитеатров, Джордже Джорджеску. После выхода на пенсию вернулась в Италию, жила близ Кальяри. Автор ряда переложений для арфы (в частности, партит Иоганна Себастьяна Баха и «Венгерских танцев» Ференца Фаркаша).
Паскуали была замужем за венгерско - румынским поэтом, журналистом и переводчиком Ласло Лёринци (1919–2011), от которого у нее родилась дочь Маринелла Лёринци, которая впоследствии преподавала в Университете Кальяри